# 朱曼鈴
朱曼鈴，GBS，JP（1964年7月23日—），香港政府官員，官至首長級甲一級政務官，退休前為財經事務及庫務局常任秘書長（庫務），有曾蔭權「愛將」之稱。

## 簡歷
朱曼鈴中學就讀於庇理羅士女子中學，並於香港大學畢業，取得文學學士學位。1987年8月加入香港政府任行政主任，1988年6月加入政務職系，2017年4月晉升為首長級甲級政務官。
曾服務於政府多個決策局及部門，包括前教育統籌科、前衞生福利科、前政務總署、前貿易署、前保安科（現保安局）及政府新聞處，期間曾為時任政務司司長曾蔭權的新聞秘書，被外界視為曾蔭權的「愛將」。近年則曾先後任職於環境運輸及工務局、民政事務局、財經事務及庫務局，曾參與西九文化區管理局的規劃工作。2012年7月18日接替服務政府37年的曹萬泰，擔任特區政府駐北京辦事處主任，至2014年12月22日調回香港，接替容偉雄出任旅遊事務專員。
朱曼鈴於2014年12月加入香港海洋公園公司董事局，亦曾於2010年10月25日至2012年6月19日，擔任香港鐵路有限公司非執行董事陳家強（財經事務及庫務局局長）的替任董事。

## 主要職務
- 2004年12月—2008年6月 環境運輸及工務局副秘書長（運輸）（後改稱運輸及房屋局副秘書長（運輸））
- 2008年7月—2010年7月 民政事務局副秘書長（西九文化區）
- 2010年10月—2012年7月 財經事務及庫務局副秘書長（庫務）
- 2012年7月—2014年11月 香港特別行政區政府駐北京辦事處主任
- 2014年12月22日—2018年1月31日 旅遊事務專員
- 2018年2月1日—2019年9月8日  政府新聞處處長
- 2019年9月9日—2021年7月28日    香港郵政署長
- 2021年7月29日至2024年7月22日 財經事務及庫務局常任秘書長（庫務）

## 榮譽

### 殊勳
- 官守太平紳士（J.P.）（2006年7月1日－）[11]

## 資料來源
1. ↑  香港特別行政區排名名單 （页面存档备份，存于） protocol.gov.hk
2. 1 2  高層官員任命 （页面存档备份，存于） 香港政府新聞網，2014年11月26日
3. 1 2  朱曼鈴出任駐京辦主任 （页面存档备份，存于） 東方日報，2012年6月14日
4. 1 2  朱曼鈴任財經局副秘 （页面存档备份，存于） 明報，2010年10月26日
5. ↑  煲呔愛將朱曼鈴升官 （页面存档备份，存于） 信報，2012年6月14日
6. ↑   (PDF).   [2017-03-03]. （原始内容存档 (PDF)于2020-08-04）.
7. ↑  . www.info.gov.hk.   [2018-07-30]. （原始内容存档于2020-08-05）.
8. ↑  政情：文化界炮轟西九管理局 （页面存档备份，存于） 東方日報，2009年5月18日
9. ↑  公司資料 董事局成員 （页面存档备份，存于） 香港海洋公園
10. ↑  更換替任董事 （页面存档备份，存于） MTR CORPORATION LIMITED 香港鐵路有限公司
11. ↑  . www.info.gov.hk.   [2024-01-15]. （原始内容存档于2023-04-24） （中文（香港））.

| 政府职务      | 政府职务                                                         | 政府职务      |
| ------------- | ---------------------------------------------------------------- | ------------- |
| 前任： 劉焱   | 財經事務及庫務局常任秘書長（庫務） 2021年7月29日－20241年7月22日 | 繼任： 黎志華 |
| 前任： 梁松泰 | 郵政署署長 2019年9月9日－2021年7月28日                           | 繼任： 戴淑嬈 |
| 前任： 黃智祖 | 政府新聞處處長 2018年2月1日－2019年9月8日                        | 繼任： 鄭偉源 |
| 前任： 容偉雄 | 旅遊事務專員 2014年12月22日─2018年1月31日                        | 繼任： 黃智祖 |